# Kotielnyj

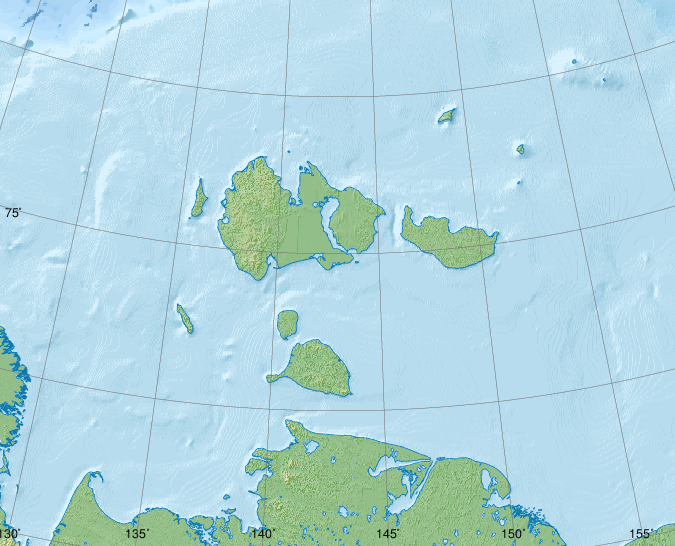
Wyspy Nowosyberyjskie

Kotielnyj (ros.: Остров Котельный) – największa z Wysp Nowosyberyjskich w rosyjskiej Arktyce. Należy do grupy Wysp Anjou. Chociaż na dawniejszych mapach wyspy Kotielnyj i Fadiejewa (ros. О. Фаддеевский) są zaznaczone jako oddzielne, na skutek długotrwałego procesu nanoszenia piasku przez prądy morskie połączyły się one w jedną pod względem geograficznym wyspę, należącą do 50 największych pod względem powierzchni na świecie. Łączy je nisko położona Ziemia Bunge'a (ros. Земля Бунге).

## Ukształtowanie
Wyspa Kotielnyj jest skalista i górzysta, wzniesienia sięgają 374 m n.p.m. (najwyższy szczyt – Małakatyn-Tas). Półwysep Fadiejewa zbudowany jest głównie z gliny i piasku, jego wysokość nie przekracza 65 m n.p.m. Jego nazwa pochodzi od nazwiska handlarza futrami Fadiejewa, który jako pierwszy go zamieszkiwał. Wysokość Ziemi Bunge'a nie przekracza 8 m n.p.m. i bywa ona zatapiana. Nazwę zawdzięcza niemieckiemu zoologowi i odkrywcy Alexandrowi Bunge.

## Powierzchnia
„Wielka Encyklopedia Radziecka” podaje następujące powierzchnie poszczególnych wysp:
| część wyspy     | powierzchnia (km²) |
| --------------- | ------------------ |
| Wyspa Kotielnyj | 11 665             |
| Ziemia Bunge'a  | 6200               |
| Wyspa Fadiejewa | 5300               |
| Razem           | 23 165             |

## Historia
Wyspa Kotielnyj została odkryta jako pierwsza z całego archipelagu Wysp Nowosyberyjskich. Miało to miejsce w latach 1773–1774 podczas wyprawy Iwana Lachowa w poszukiwaniu kłów mamutów. Nazwa została nadana ze względu na miedziany kociołek nieznanego pochodzenia odnaleziony na wyspie.
W czasach sowieckich na wyspie wybudowano posterunek obserwacyjny oraz stację radarową, a także lądowisko. Zostały one opuszczone około 1996 roku. W 2012 rozpoczęto prace mające przekształcić dawny posterunek w dużą bazę wojskową, w ramach wzmacniania rosyjskiej obecności militarnej w Arktyce.